# Gemünden (Westerwald)

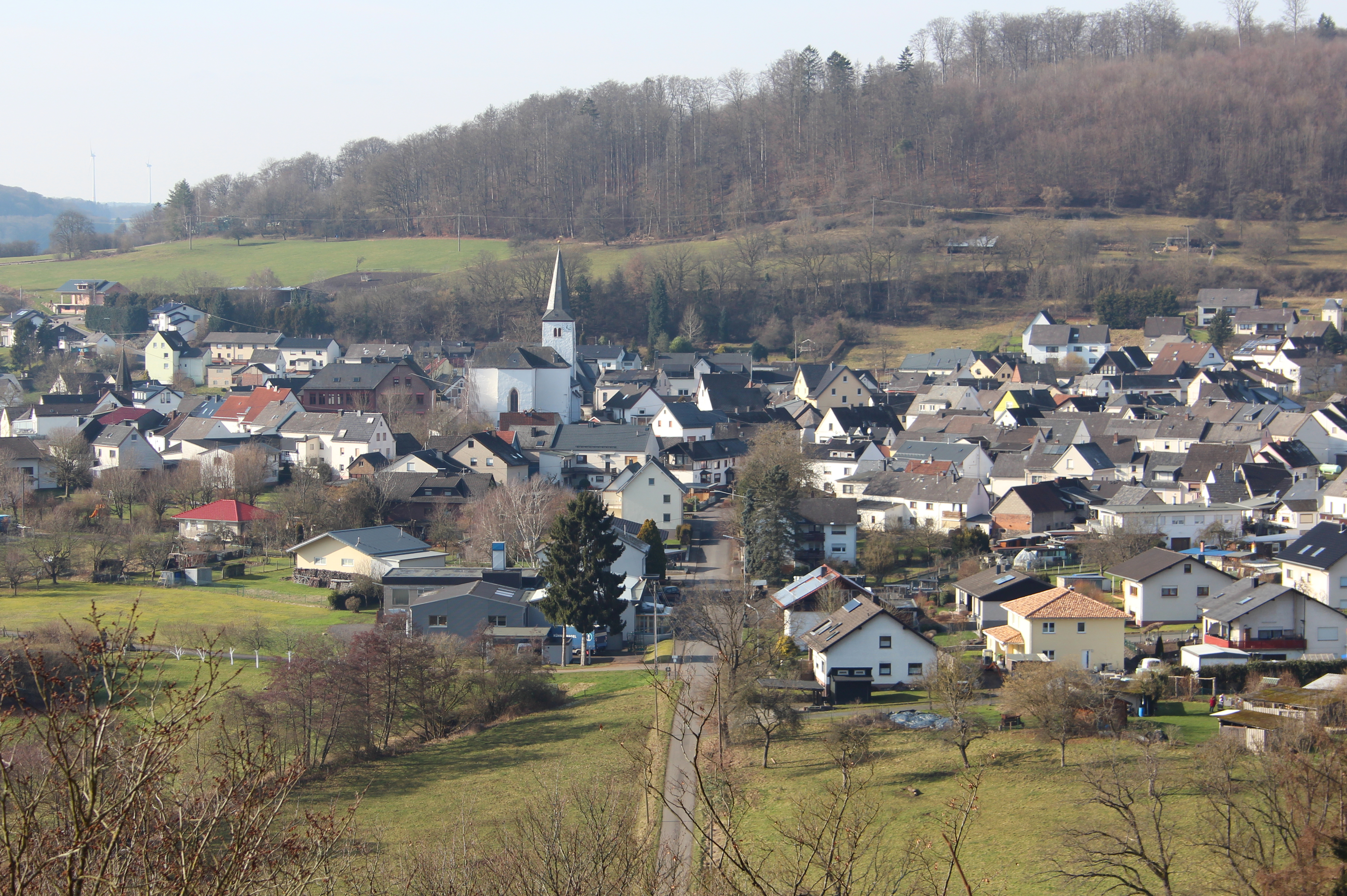
Ansicht von Gemünden

Gemünden ist eine Ortsgemeinde im Westerwaldkreis in Rheinland-Pfalz. Sie gehört der Verbandsgemeinde Westerburg an.

## Geographische Lage
Gemünden liegt östlich von Westerburg, in einem nach Norden und Osten von Bergen geschützten, nach Süden weit geöffneten Talbereich. Im Ort fließen die drei Bäche Holzbach, Elbbach und Schafbach zusammen.
Zu Gemünden gehören auch die Wohnplätze Hammermühle, Jeremiasmühle, Neumühle, Höttergesmühle, Lexenmühle, Patchesmühle, Hessenmühle und Steinmühle.

## Geschichte
879 erfolgte die erste urkundliche Erwähnung Gemündens. In diesem Jahr wurde das von Graf Gebhard im Lahngau errichtete Stift St. Severus geweiht. Die Stiftsurkunde ist verschollen. Lediglich eine Abschrift aus dem Jahr 1333 existiert noch. Das Stift besaß große Besitztümer, die sich im südlichen, östlichen und mittleren Westerwald sowie im Untertaunus und im Lahntal ballten. Bis zum Ende des 12. Jahrhunderts wuchs die Bedeutung des Stiftes und seiner Besitztümer an. Erst als die Vögte im 13. Jahrhundert mehr und mehr Macht erlangten, begann der Abstieg. 1336 wurden den Stiftsvögten, die in Westerburg saßen, von Kaiser Ludwig IV. zur Bestimmung des Vogtes zu Gemünden ermächtigt. Faktisch hatte damit das Stift seine Unabhängigkeit verloren.
1430 und 1440 sollen Brände die Stiftskirche stark beschädigt haben. 1566 befahl Stiftsvogt Reinhard II. die Reformation in Gemünden einzuführen. 1580 wurde der erste Pfarrer von Gemünden eingesetzt. Aufgrund von Streitigkeiten zwischen den Herren von Leiningen-Westerburg und den Herren von Wied-Runkel überfielen Bewaffnete der Wied-Runkeler Seite Gemünden noch im gleichen Jahr. Bevor der Streit 1599 endgültig beigelegt wurde, erfolgte im Jahre 1597 ein erneuter Überfall auf Gemünden. Das Stift erlosch als politischer Machtfaktoer vor dem Jahr 1600 und endgültig nach der Mediatisierung und der Gründung des Herzogtums Nassau im Jahr 1806.
Für 1539 ist erstmals ein Heimberger in Gemünden nachgewiesen, 1568 ein Bürgermeister.
Am 14. April 1608 vernichtete ein Brand 14 Gebäude im Ort.
→ Zum jüdischen Leben in Gemünden siehe Hauptartikel: Jüdische Gemeinde Gemünden

### Wirtschaftsgeschichte
Gemünden lag spätestens 1232 an einem Handelsweg zwischen Ahrweiler und Marburg. Spätestens 1506 erhob Leiningen-Westerburg dort Zoll. Der 9. November war als Kirchweihtag des Stifts der wichtigste Markttag in Gemünden. Der Ort war auch ein Gewerbezentrum für die nähere Umgebung. Ein Metallgießer ist für 1462 überliefert, für 1664 fünf Schmiede. Backofenbauer werden erstmals 1644 erwähnt, 1760 mit 14 Mann in diesem Gewerbe und 1791 mit einer eigenen Zunft. Ebenfalls im 18. Jahrhundert bildeten sich für Gemünden und das Umland Zünfte der Lohgerber und Schuhmacher, der Schneider, der Bauleute (mit zahlreichen verwandten Gewerken), der Krämer sowie der Bäcker und Bierbrauer. Zum Teil hatten diese Zünfte sich von denen des benachbarten Westerburg abgespalten.
1478 wurde erstmals eine Mühle nahe dem möglicherweise schon damals wüst gefallenen Rosenthal erwähnt, die zu diesem Zeitpunkt aber durch die Erbteilung in ihren Besitzverhältnissen schon stark aufgespalten war und deshalb erheblich älter gewesen sein muss. 1545 wurde eine weitere Mühle erbaut. In den folgenden Jahrhunderten gab es in der Gemündener Gemarkung mehrere Mühlen, darunter jeweils mindestens eine Säge-, Walk-, Öl- und Knochenmühle sowie drei Lohmühlen. Von 1740 an wurde zudem mindestens ein Drahtzug mit Wasserkraft betrieben und von 1755 an ein Eisenhammer. Der Hammer ging 1830 an die Industriellenfamilie Budrus über, die ihn 1853 aufgab und in eine Mahlmühle umwandeln ließ. 1613 wird erstmals eine Ziegelhütte genannt.

### Die „Gemündener Rebellion“
1706 kam es zu einer Auflehnung von Bauern aus Gemünden und umgebenden Orten gegen Graf Georg II. Karl Ludwig von Leiningen-Westerburg-Neuleiningen. Die Bauern verweigerten Abgaben und Frondienste mit der Begründung, dass der Graf diese entgegen hergebrachtem Recht erhöht habe. Dabei wurden sie von Kurköln unterstützt, an das die Leininger 1656 die Lehnshoheit über die Herrschaft Westerburg und damit über Gemünden im Rahmen einer Surrogation übergeben hatte. Kurköln sah darin eine Möglichkeit, diese in der Praxis nahezu folgenlose Lehnshoheit zu stärken.
Georg II. bewertete die Leistungsverweigerung als kriminellen Akt und rief mangels eigener Truppen den Oberrheinischen Reichskreis um Reichsexekution an, die ihm im Januar 1707 auch gewährt wurde, da von der Zahlungsweigerung der Bauern auch Beträge betroffen waren, die dem Kreis zustanden. Am 19. Januar 1707 besetzte des nassau-weilburgische Kreisregiment mit 60 Reitern Gemünden, wobei zwei Bauern erschossen und alle Einwohner vertrieben wurden. Im Februar zogen die Soldaten wieder ab. Im weiteren Verlauf des Jahres 1707 scheint es zu erneuten Besetzungen durch Kreistruppen gekommen zu sein, die allerdings auch im Zusammenhang mit einer französischen Offensive im Rahmen des Spanischen Erbfolgekriegs standen.
Parallel reichten die Bauern Klage beim Reichshofrat gegen das Vorgehen Georgs II. ein, in dem sie einen Missbrauch der Reichsexekution zu erkennen glaubten. Ihre Abgaben und Frone bedienten sie weiterhin nicht. Auch kam es zu Auseinandersetzungen über verschiedene landwirtschaftliche Nutzungsrechte zwischen der Gemeinde und der Herrschaft sowie um die Erweiterung mehrerer Domänenhöfe. Im Dezember 1707 setzte der Reichshofrat einer Untersuchungskommission ein, die allerdings mit Unterstützern Georgs II. besetzt war. Da die Bauern Aussagen vor der Kommission verweigerten, besetzten am 27. Januar 1708 erneut Kreistruppen Gemünden, um die Bauern gewaltsam vorzuführen. Ihnen gelang allerdings nur die Festnahme von drei Männern. Am 1. Februar 1708 sah die Kommission die Schuld der Untertanen als erwiesen an und empfahl Kriminalprozesse gegen die Rädelsführer, Strafzahlungen sowie eine Reparation für die entgangenen Zahlungen durch eine Abholzung des Gemeindewalds zu Gunsten des Landesherren. Im März zogen die Soldaten aus Gemünden ab und die Einwohner kehrten zurück, um die Feldbestellung anzugehen.
Am 11. Mai 1708 wies der Reichshofrat den Kommissionsbericht wegen offensichtlicher Befangenheit zurück und beauftragte Kurtrier zum Eintritt in die Kommission. Die weiteren Verhandlungen gingen nur schleppend voran. Im Jahr 1721 flammte der Konflikt erneut auf, jedoch mit Schwerpunkt in der Stadt Westerburg, wo nun Bürger Zahlungen an den Grafen verweigerten. Bis 1723 und 1724 spitze sich die Lage in Form von mehreren Versammlungen, Protestreden und Widerstand gegen Pfändungen und Verhaftungen in der Stadt und im Umland kam. 1724 verfügte der Reichshofrat schließlich, dass die Untertanen sämtliche strittigen Leistungen zu erbringen und sich füglich gegenüber der Obrigkeit zu verhalten hätten. Nachdem im Dezember 1725 erneut eine Exekutionsmannschaft aufzog, stellten die Untertanen vorerst ihren Widerstand ein. In den Jahren 1728 und 1729 wurden in mehreren Punkten, insbesondere zu Nutzungsrechten von Liegenschaften, Kompromisse zwischen Regierung und Untertanen erreicht.

### Bevölkerungsentwicklung
Die Entwicklung der Einwohnerzahl der Gemeinde Gemünden, die Werte von 1871 bis 1987 beruhen auf Volkszählungen:
| Jahr | Einwohner                      |
| ---- | ------------------------------ |
| 1466 | 21 Westerburger Bedepflichtige |
| 1520 | 130 Sakramentpflichtige        |
| 1586 | 71 ohne fremde Eigenleute      |
| 1617 | 53 Häuser                      |
| 1661 | 39 Häuser                      |
| 1725 | 52 Haushalte                   |
| 1760 | 533 und 31 Juden               |

| Jahr | Einwohner |
| ---- | --------- |
| 1815 | 905       |
| 1835 | 1.020     |
| 1871 | 1.014     |
| 1905 | 955       |
| 1939 | 967       |
| 1950 | 1.013     |
| 1961 | 995       |

| Jahr | Einwohner |
| ---- | --------- |
| 1970 | 1.107     |
| 1987 | 1.075     |
| 1997 | 1.152     |
| 2005 | 1.091     |
| 2011 | 1.039     |
| 2017 | 1.007     |
| 2024 | 1.021     |

### Wüstungen
1338 wird erstmals Nerendorf (Bedeutung vermutlich „Niederdorf“) erwähnt, das sich wohl rund einen Kilometer südsüdwestlich von Gemündungen und östlich der Straße von Berzhahn nach Gemünden befand. Seine Lage nahe an den Bachmündungen, die für Gemünden namensgebend sind, deutet darauf hin, dass Nerendorf älter als das heutige Gemünden war. Eine niederadlige Familie von Nerendorf lässt sich von der Mitte des 14. bis zur Mitte des 15. Jahrhunderts nachweisen lässt. Ihr dortiger Hof fiel anschließend als Burglehen an Westerburg. 1426 wird der Ort Nerendorf letztmals genannt, danach nur noch als Flurname.
Rosenthal wird erstmals 1453 genannt, in einem Personennamen möglicherweise schon 1394, und dürfte sich am Schafbach nahe der Gemarkungsgrenze zu Westerburg befunden haben. Dort befand sich die älteste nachweisbare Mühle in der heutigen Gemündener Gemarkung. Spätestens 1519 dürfte der Ort wüst gewesen sein.

## Politik

### Bürgermeister
Frank Schlosser wurde 2024 vom Rat zum Ortsbürgermeister von Gemünden gewählt.
Der Vorgänger war Dietmar Wolf seit 2003. Da bei der Direktwahl am 26. Mai 2019 kein Bewerber angetreten war, erfolgte die Neuwahl des Ortsbürgermeisters durch den Rat. Dieser bestätigte Wolf bei der konstituierenden Sitzung am 26. Juni 2019 für weitere fünf Jahre in seinem Amt.
Wolfs Vorgänger als Ortsbürgermeister, Dieter Keßler, übte das Amt von 1985 bis 2002 aus.

### Wappen
Das Wappen der Gemeinde Gemünden zeigt einen Adler über drei gewellten Bändern. Das Wappen ist historisch und landschaftlich begründet. Den Adler, das Wappentier des Reiches, zeigte das Stammwappen der Grafen von Leiningen, er deutet aber auch darauf hin, dass das St. Severusstift etwa 300 Jahre unmittelbar dem Reich zugehörte. Die gewellten Bänder stellen die drei Bäche dar, von denen das Dorf seinen Namen hat, den Holzbach, den Elbbach und den Schafbach.
Das von Manfred Limbach entworfene Wappen wurde am 14. Oktober 1977 vom Gemeinderat beschlossen und am 8. Mai 1978 von der Bezirksregierung Koblenz genehmigt.

## Kultur und Sehenswürdigkeiten

### Bauwerke
Die Kirche St. Severus (evangelische Stiftskirche) ist wahrscheinlich um das Jahr 1100 entstanden und bietet dem Besucher unter anderem Reste romanischer Malerei aus dem 12. Jahrhundert.

### Regelmäßige Veranstaltungen
- Am Fronleichnam-Wochenende (zweites Wochenende nach Pfingsten) findet jährlich die Kirmes statt.

## Wirtschaft und Infrastruktur

### Verkehr
- Östlich der Gemeinde verläuft die B 54, die von Limburg an der Lahn nach Siegen führt.
- Die nächste Autobahnanschlussstelle ist Montabaur an der A 3.
- Der nächste Bahnhof ist Westerburg (oder Berzhahn).
- Der nächstgelegene ICE-Halt ist der Bahnhof Montabaur an der Schnellfahrstrecke Köln–Rhein/Main.

## Persönlichkeiten
- Eduard Wissmann (1824–1899), Politiker und Schriftsteller („Erwin Wester“), Mitglied des preußischen Abgeordnetenhauses
- Martin Stier (1903–1945), Jurist, Richter am Volksgerichtshof
- Dieter Fritsch (* 1950), Professor für Photogrammetrie und Vermessungswesen an der Universität Stuttgart